# Gaby Gasser
Gabriella Maria Lucia Gasser (* 24. März 1944 in Basel) ist eine Schweizer Schauspielerin mit langjähriger Karriere an Berliner und bundesrepublikanischen Boulevardbühnen, sowie im deutschen Fernsehen.

## Leben und Wirken
Gaby Gasser wurde als Tochter eines Schweizers und einer Italienerin geboren. Die gebürtige Baslerin absolvierte ihren ersten Auftritt im Alter von fünf Jahren im Kinderballett des Basler Stadttheaters. Ihre erste Hauptrolle erhielt sie im Alter von 15 Jahren in Bumbry (ebenfalls in Basel). Im Anschluss daran besuchte Gabi Gasser bis 1960 die Schauspielschule Basel und erhielt Engagements in Stuttgart (fünf Jahre Württembergisches Staatstheater), wo sie frühe Erfolge in Can Can, Emilia Galotti und Stella feiern konnte, sowie in Berlin (Komödie). Außerdem ging sie mehrfach auf Gastspielreise kreuz und quer durch die Bundesrepublik (Stuttgarts Komödie im Marquardt, Münchens Kleine Komödie, Kölns Theater am Dom, Frankfurts Die Komödie) und machte ebenso Hörfunk wie auch Synchron. Die Schweizerin nahm bereits in jungen Jahren auch eine Märchenschallplatte (Drei Musketiere) auf.
Im Alter von 20 Jahren erhielt sie ihre erste (noch winzige) Fernsehrolle in Der Richter von London. Fortan wirkte Gaby Gasser mit Rollen kesser, junger Frauen in einer Fülle von (zumeist leichtgewichtigen) Fernsehproduktionen mit humorigen Untertönen mit, seltener in ambitionierten Produktionen wie Der Trinker nach einer Vorlage von Hans Fallada. Mehrfach führte der Boulevardstück-Spezialist Wolfgang Spier Regie, mit dem respektive unter dessen Regie und Intendanz sie bereits in Berlin Boulevardtheater (an der Komödie am Kurfürstendamm) gespielt hatte. 1968 erhielt Gaby Gasser auch zwei tragende Nebenrollen in Lustspielen mit Softsex-Elementen, Zieh dich aus, Puppe und Der Partyphotograph.
Ab den 1970er Jahren wandte sich Gaby Gasser auch dem Fernsehen zu und erhielt Rollen in Ein Mann für alle Fälle, Die großen Sebastians und Einmal hunderttausend Taler. Sie spielte in System Ribadier neben Harald Juhnke und in Die Präsidentin neben Heinz Schubert. In den Serien Ein heikler Fall und Die Wicherts von nebenan übernahm sie durchgehende Hauptrollen. In der jüngsten Zeit ist Gaby Gasser besonders in Krimi-Formaten zu sehen, so hatte sie von 2009 bis 2011 Episodenhauptrollen in SOKO Wismar, SOKO Leipzig und Tatort. 2012 spielte sie im Theaterstück Kalender Girls in Hamburg an der Komödie Winterhuder Fährhaus.

## Filmografie (Auswahl)
- 1965: Der Richter von London
- 1966: Zehn Prozent
- 1966: Stella
- 1966: Eine kleine Harmonielehre
- 1967: Der Trinker
- 1967: Laubenkolonie
- 1968: Zieh dich aus, Puppe (Kino)
- 1968: Der Partyphotograph (Kino)
- 1969: Leben und leben lassen
- 1969: Dem Täter auf der Spur – Familienärger (Folge 5)
- 1970: Auf und davon
- 1971: Drüben bei Lehmanns – Besuch aus dem Süden (S02F03)
- 1971: Scheidung auf musikalisch
- 1972 Der Kommissar – Die Tote im Park (Folge 44, Rolle: Erika Halonde)
- 1973: Liebe leidet mit Lust
- 1974: Zwischen den Flügen (Serie, 1 Folge)
- 1975: Bleib doch zum Frühstück
- 1976: Festival für einen Gauner
- 1978: Ein Mann für alle Fälle (Serie)
- 1978: Der Pfingstausflug (Kino)
- 1979: Die großen Sebastians
- 1979: Hotel Paradies
- 1980: Leute wie du und ich
- 1980: Einmal hunderttausend Taler
- 1982: Die Präsidentin
- 1985: Ankomme Dienstag – Stop – Fall nicht in Ohnmacht
- 1986–1988: Ein heikler Fall (Serie, 33 Folgen)
- 1988: Vier linke Hände
- 1997: Der Alte (Folge 231: Das ist mein Mord)
- 2007: Vertraute Angst
- 2008: SOKO Wismar – Er gehört mir
- 2009: Der Landarzt – Das verlorene Glück
- 2010: Lasko – Die Faust Gottes – Schwestern im Glauben
- 2010: SOKO Leipzig – Schlecht beraten
- 2012: Tatort – Hanglage mit Aussicht
- 2023: Conti – Meine zwei Gesichter